# برلمان كوسوفو
برلمان كوسوفو (بالإنجليزية: Assembly of the Republic of Kosovo)‏  هو الهيئة التشريعية في كوسوفو، الذي تأسس في 17 نوفمبر 2001، ويتكون من 120 مقعداً، يقع المقر الرئيسي له في بريشتينا.